# 492

## Починали
- Феликс III, римски папа